# Roussent
Roussent là một xã trong tỉnh Pas-de-Calais, vùng Hauts-de-France, Pháp.

## Địa lý
Roussent có cự ly 6 miles (9 km) về phía nam Montreuil-sur-Mer trên đường D119, trong thung lũng sông Authie, biên giới với tỉnh Somme.

## Dân số
| 1962                                                              | 1968 | 1975 | 1982 | 1990 | 1999 | 2006 |
| ----------------------------------------------------------------- | ---- | ---- | ---- | ---- | ---- | ---- |
| 144                                                               | 158  | 148  | 147  | 172  | 151  | 192  |
| Số liệu điều tra dân số tính từ năm 1962, dân số chỉ tính một lần |      |      |      |      |      |      |

## Địa điểm nổi bật
- Nhà thờ St.Riquier, thế kỷ 19.
- Traces of an ancient windmill.